# Sjoerd Rodermond

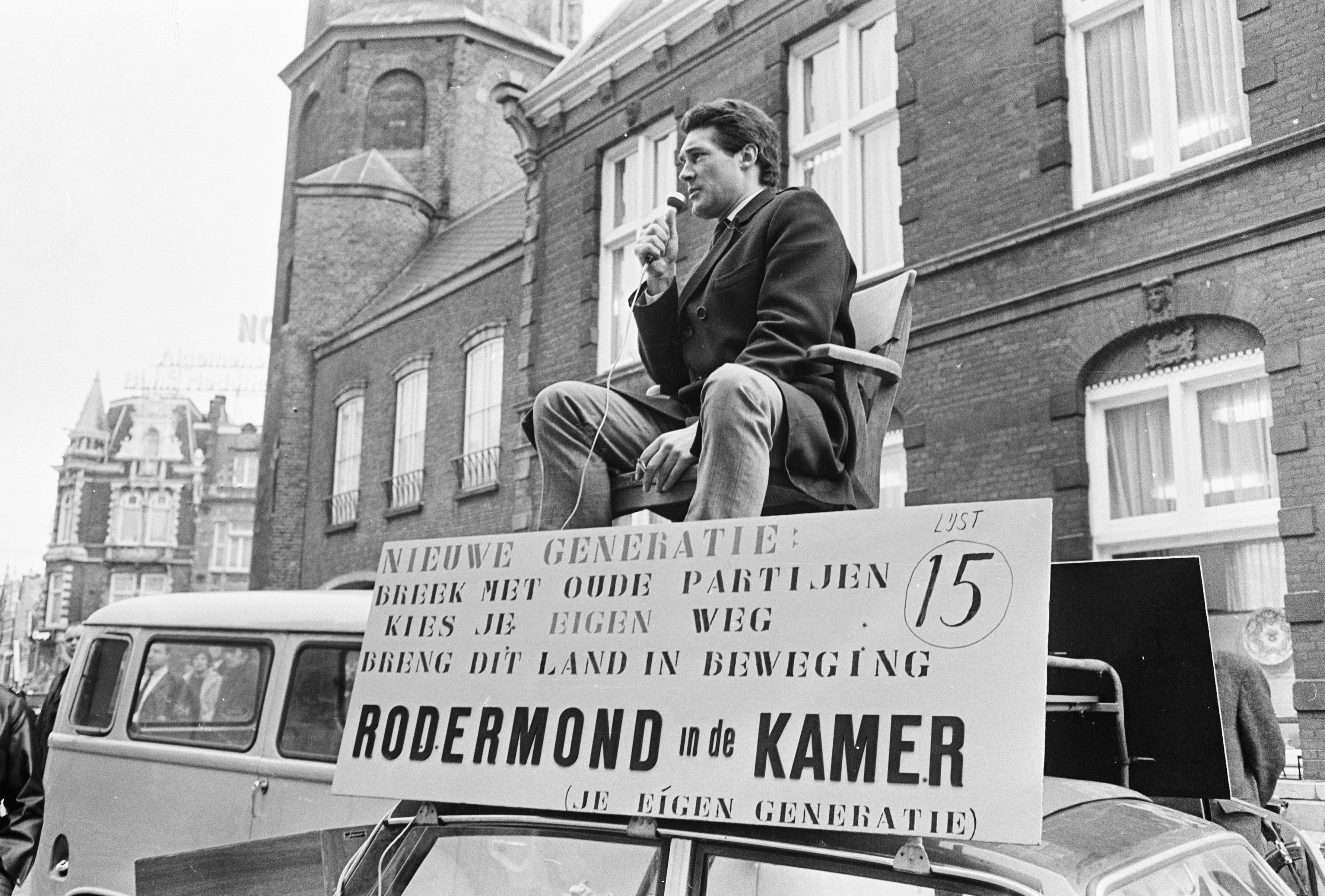
Sjoerd Rodermond in 1967, terwijl hij campagne voerde voor zijn partij Horizon 2000

Sjoerd Ferdinand Rodermond (Assen, 30 september 1935 - Amsterdam, 16 december 1986) was een Nederlands journalist en politicus.

## Leven en werk
Rodermond werd geboren als zoon van tandarts Henri Johan Rodermond en Betsy Oortgijsen. Hij bleek al op jonge leeftijd zowel journalistieke aspiraties te hebben alsook een vermogen om zélf onderwerp van het nieuws te zijn. In zijn middelbare schooltijd kwam hij, als redacteur van de schoolkrant, in het nieuws omdat hij de door hem bewonderde Winston Churchill wilde interviewen. Na zijn opleiding aan de H.B.S. ging hij rechten studeren in Leiden. Als student reiste hij in 1956 af naar Hongarije, onder het mom van contacten te willen leggen met Hongaarse studenten. Later bleek echter dat hij tijdens de Hongaarse Opstand fungeerde als de ogen en oren van Telegraaf-journalist Henk Lunshof, die zelf veilig in Wenen zat, maar op deze manier toch ter plaatse verslag leek te doen.
Hij werkte als journalist en correspondent ondermeer voor Elsevier en De Telegraaf, later ging hij free-lance werken. Hij versloeg regelmatig buitenlandse conflicten. Tijdens de Congocrisis werd hij gearresteerd en mishandeld, omdat men hem er van verdacht deel uit te maken van een complot tegen Mobutu. Toen hij verslag deed van de staatsgreep van 1967 in Griekenland werd hij eveneens gearresteerd. Zijn laatste grote buitenlandse opdracht was het verslaan van de burgeroorlog in Jordanië in 1970.

## Activisme
Rodermond had ook een activistische kant, zo pleegde hij vernielingen tijdens een tentoonstelling van de toen tamelijk links georiënteerde studentenorganisatie Pericles over het vermeende gevaar dat van de Duitse hermilitarisering uit zou gaan. Dit deed hij zelf af als ‘baldadigheid’. Iets serieuzer was zijn poging om, na een artikelenserie in de Telegraaf waarin hij de Nederlandse jeugd opriep om na te denken over nieuwe vormen van politiek, met zijn partij Horizon 2000 deel te nemen aan de verkiezingen van 1967. Hij nam door geldgebrek slechts deel aan één kieskring en kreeg maar 913 stemmen. Toch vond hij dat hij een overwinning had behaald, want hij viste volgens eigen zeggen in dezelfde electorale vijver als D66 en die won. 